# Christopher West
Christopher West (* 1969) je americký katolický teolog, antropolog, katecheta, instruktor předmanželské přípravy a spisovatel, známý především pro popularizaci a výklady Teologie těla Jana Pavla II. Jeho knihy byly přeloženy do řady dalších jazyků, včetně češtiny.

## Život
Christopher West získal bakalářské vzdělání v oboru antropologie na University of Maryland (1992) a magisterské v oboru teologie na Pontifical John Paul II Institute for Studies on Marriage and Family at The Catholic University of America. S manželkou Wendy má čtyři děti, žijí v Lancaster County v Pensylvánii.

## Knihy
- Theology of the Body Explained: A Commentary on John Paul II's "Gospel of the Body" (2003)
- Good News About Sex and Marriage (2004)
- Theology of the Body for Beginners (2004); česky vyšlo v roce 2006 jako Teologie těla pro začátečníky (přeložili Jana Prudká a Karel Skočovský)
- The Love that Satisfies (2007)
- Heaven's Song (2008)[3]